# アラガン

企業ロゴ

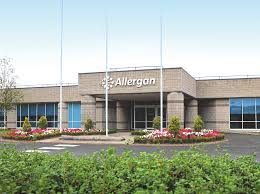
ダブリンの本社

アラガン（英: Allergan plc）は、美容医療・乳腺外科・眼科などに関する医薬品および医療機器の研究開発・販売を行うヘルスケア企業。現在はアッヴィの子会社。アイルランド・ダブリンに本社（役員オフィス）を置き、オペレーション本部をアメリカ合衆国・ニュージャージー州・Madisonに置く。日本法人はアラガン・ジャパン株式会社。

## 沿革
組織としてのアラガンのルーツは、Allen Chaoがイリノイ州・Libertyvilleに設立した（法人登記は1985年）ワトソン・ファーマシューティカルズ（Watson Pharmaceutical, Inc.）にある。同社は間もなくカリフォルニア州・コロナに移転、ジェネリック医薬品の製造を中心に行い、1993年に株式を公開、2011年に本社をニュージャージー州に移転した。ワトソン・ファーマシューティカルズは2012年、スイスに本拠を置くジェネリック医薬品大手のアクタビス・グループ（Actavis Group）を買収し、買収された側の社名を引き継ぐ形でアクタビス（Actavis, Inc.）に社名を変更した。2013年10月、アイルランドに本拠を置くワーナー・チルコット（Warner Chilcott plc）の買収を契機に、Actavis plcとして本社をアイルランドに移転した。
他方、Allergan Pharmaceuticals, Inc.は1950年に設立され、1980年にSmithKline Beckman（グラクソ・スミスクラインの前身の一つ）に買収されたのち、1989年にアラガン（Allergan, Inc.）としてスピンオフ、カリフォルニア州に本拠を置き、2003年に美容医療用の「ボトックスビスタ」が大きな成功をおさめていたが、2014年11月、アクタビスによる買収が発表され、2015年2月、買収された側の社名を引き継ぐ形でアラガン（Allergan plc）に社名を変更した。同年7月、ジェネリック医薬品部門をテバ・ファーマシューティカル・インダストリーズに売却、続いて同年11月、ファイザーによるアラガン買収が発表されたが、2016年4月に撤回された。こののち再び企業買収を続けているが、2018年4月に武田薬品工業が買収を予定していたシャイアーの買収計画が報じられた際は否定した。2019年6月、アッヴィによるアラガン買収が発表され、2020年5月に同社の傘下となった。
現在、アラガンの売上中、約4割がボトックスビスタやヒアルロン酸注入材等の美容医療関連、約3割がアイケア関連、約4分の1が神経科および泌尿器科関連となっており、また売上の4分の3を米国市場が占めている。

## 日本法人
日本法人「アラガン・ジャパン株式会社」は2010年に設立、2015年のアクタビスによるアラガン買収を受け、両社の日本法人も統合されたが、社長はアラガン・ジャパン側が受け継ぐ形となった。なおアクタビスがあすか製薬と2009年に設立した合弁企業「あすかActavis製薬」は、アラガンとの統合を受けた合弁解消後、あすか製薬が2017年に吸収合併した。
アラガン・ジャパンの取り扱いは現在、乳がん患者のための乳房再建、美容医療、アイケアの領域に特化しており、ボトックスビスタや、ジュビダームビスタ等ヒアルロン酸注入材の輸入販売を行っている。東京（恵比寿ガーデンプレイス）にオフィスを持つ。
2019年7月、アラガンの一部の人工乳房製品について、副作用の発症を受け全世界でのリコールが出されたため、日本では、代替品がなく、3000人以上の患者が乳房再建手術の中断を余儀なくされるなどの影響が出た。